# Jolantha Waghalter
Jolantha Waghalter, verheiratete Kromberg (* 22. Januar 1912 in Berlin; † 18. August 1984 in Lima), war eine deutsch-peruanische Geigerin.

## Familie
Jolantha war eine Vertreterin der fünften Generation der polnischen Geigerfamilie Waghalter, die Tochter von Wladyslaw Waghalter und Johanna Waghalter geborene Neumanovics. Ihre Mutter und ihre jüngere Schwester Ruth wurden in Auschwitz ermordet.

## Werdegang
Im Jahr 1924 veröffentlichte sie den Marsch von Jackie Coogan, benannt nach dem berühmten Kinderdarsteller. In Nazi-Deutschland war sie im Jüdischen Kulturbund aktiv. 1935 nahm sie am Internationalen Henryk-Wieniawski-Violinwettbewerb teil.
1940 gelang ihr die Flucht nach Lateinamerika. Sie lebte ursprünglich in Bolivien und ließ sich dann in Peru nieder, wo sie ab 1947 im Nationalen Sinfonieorchester spielte. Sie leitete ein Streichquartett und trat in einem Duett mit Alexander Koseleff auf. Am Nationalen Konservatorium lehrte sie Sängern Deutsch.
Jolantha Waghalter starb 72-jährig in Lima.